# Iceberg (album)
Iceberg è il sesto album in studio del duo musicale italiano Krisma, pubblicato nel 1986.

## Descrizione
L'album nasce in seguito alla richiesta di Red Ronnie ai Krisma di incidere una cover del brano Be-Bop-A-Lula di Gene Vincent, da utilizzare come sigla per il suo programma televisivo Be Bop a Lula. I Krisma cominciano a lavorare al brano agli Psycho Studios di Milano, riarrangiandolo e conferendogli un carattere elettronico, ma il risultato finale risulta così talmente stravolto da rendere il brano irriconoscibile. Maurizio Arcieri chiede allora a Christina Moser di scrivere un testo completamente nuovo, così da creare un brano originale. Ne risulta un brano dominato da campionamenti e da un ritmo elettronico ossessivo, che viene pubblicato nel 45 giri Be-Bop nel 1985 dalla Carosello Records, con cui stipulano un contratto che prevede anche la pubblicazione di un album.
L'album richiede alcuni mesi di lavorazione ed esce nel 1986 con il titolo Iceberg, basandosi sulla tematica del "ghiaccio" già presente nel precedente album Hibernation. L'album è caratterizzato da un massiccio uso di campionatori, strumentazione che allora si stava diffondendo grazie alla produzione di modelli semplificati, il cui uso era molto più agevole rispetto ai campionatori prodotti negli anni precedenti. La parte elettronica viene perciò affidata all'ingegnere e programmatore di origini venezuelane Max Costa, che ha saputo ottimizzarne l'uso senza eccedere in sperimentalismi, mentre gli arrangiamenti del disco vengono affidati a Lucio Fabbri, che aveva già collaborato in precedenza con i Krisma ed era in quel momento nei PFM. I brani sono composti dagli stessi Christina e Maurizio, che sono anche produttori del disco insieme a Claudio Dentes.
Il disco si apre con il brano Skyline, costruito sul brano I Must Know Your Name presente nel precedente Fido. Altro brano contenuto nel disco è Fritz Cavallo, prima canzone dei Krisma cantata in italiana e dedicata da Christina al suo cavallo preferito.
Dall'album, oltre al già citato Be-Bop, è stato tratto anche il singolo Iceberg, pubblicato nel 1986 e contenente la title track sul lato A e la traccia di apertura Skyline sul lato B. Nel 1987 è stato inoltre pubblicato il singolo Signorina, che si può considerare una sorta di appendice all'album e che è stato infatti incluso in tutte le ristampe di Iceberg, uscite in LP, musicassetta e CD, dal 1987 in poi.
L'album è stato pubblicato dalla Carosello Records nel 1986 in una prima edizione in formato LP, con numero di catalogo CLN 25114, contenente 9 tracce. Nel 1987 l'album viene ristampato in formato LP e musicassetta con l'aggiunta dei brani Signorina, firmato da Arcieri e G. Spini, e Hotta Choccolata, entrambi pubblicati nello stesso anno come singolo. La prima edizione in CD, del 2003, contiene inoltre una dodicesima traccia, Be-Bop Reprise, lato B del singolo Be-Bop del 1985, e presenta le tracce riordinate diversamente rispetto all'edizione del 1987: le prime nove sono le tracce della prima edizione, le ultime tre le tracce aggiuntive.
Per alcuni brani dell'album vengono inoltre girati dei videoclip. Per Be-Bop Red Ronnie gira un video musicale che però viene rifiutato dalla casa discografica che lo ritiene troppo violento. Viene anche girato un video per Skyline, con protagonisti Christina e Maurizio assieme a Eva Robin's.

## Tracce
LP 1986
Testi e musiche di Krisma.
1. Skyline
2. Meltin Ice Garden
3. Fritz Cavallo
4. Eyes Gymnastic
5. Crystal Lover
6. Iceberg
7. Igloo Architecture
8. Be-Bop
9. Eskimo in Distress

LP/MC 1987
Testi e musiche di Krisma.
1. Skyline
2. Meltin Ice Garden
3. Fritz Cavallo
4. Signorina
5. Eyes Gymnastic
6. Crystal Lover
7. Iceberg
8. Igloo Architecture
9. Hotta Choccolata
10. Be-Bop
11. Eskimo in Distress

CD 2003
Testi e musiche di Krisma.
1. Skyline
2. Meltin Ice Garden
3. Fritz Cavallo
4. Eyes Gymnastic
5. Crystal Lover
6. Iceberg
7. Igloo Architecture
8. Be-Bop
9. Eskimo in Distress
10. Signorina
11. Hotta Choccolata
12. Be-bop Reprise

## Crediti

### Musicisti
- Christina Moser - voce, tastiere
- Maurizio Arcieri - voce, tastiere
- Lucio Fabbri - tastiere
- Max Costa - campionatore, programmazione
- Demo Morselli - tromba (Be-bop)
- Franco Cristaldi - basso (Slyline)

### Personale tecnico
- Claudio Dentes - produzione discografica, missaggio
- Christina Moser - produzione discografica
- Maurizio Arcieri - produzione discografica
- Lucio Fabbri - arrangiamenti
- Craig Milliner - ingegnere del suono, missaggio
- Paolo Panigada - assistente ingegnere del suono

## Edizioni
- 1986 - Iceberg (Carosello, CLN 25114, LP, Italia)
- 1987 - Iceberg (Carosello, ORL 8970, LP, Italia)
- 1987 - Iceberg (Carosello, ORK 78970, MC, Italia)
- 2003 - Iceberg (Carosello, CARSM 063-2, CD, Italia)